# خزامى ضيقة الأوراق
لاواندا، خيري البر أو الخزامى ضيقة الأوراق أو خزامى هي نوع نباتي يتبع جنس الخزامى من الفصيلة الشفوية.
هو النبات الذي يستخرج منه الفكس الذي يستعمل لعلاج آلام الحلق والحنجرة والصدر بدهنه على الصدر. يسمى أيضا لافندر حقيقي أو لافندر إنجليزي (مع إن موطنه ليس إنجلترا). وهو نبات مزهر موطنه منطقة غربي البحر الأبيض المتوسط و خصوصا في شمال إسبانيا.

## البيئة والانتشار
موطنه إسبانيا وفرنسا وإيطاليا.

## الوصف النباتي
نبات عشبي معمر.

## الاستعمالات الطبية
الجزء المستعمل في الطب هو النورات الزهرية. والجوهر الفعال هو زيت عطري يحتوي على اللينالول Linalol الجيرانيول Geraniol الكاريوفيلين (باللاتينية: Caryophyllene) وغيرها من المركبات.
وأهم فوائده الطبية أن الأزهار تستخدم كمدرة للبول ولإزالة الانقباض، كما أنها مسكنة وتستعمل لعلاج آلام المعدة. ومن استخدامات هذا النبات أنه يعبأ في أكياس صغيرة ويوضع في خزائن الملابس لتأثيرها المعطر.

## فوائده
- يستخدم لعلاج الصداع.
- يستخدم في حالة الأرق والإجهاد.
- أثبتت الدراسات أنه يخفف آلام الصداع النصفي.
- يخفف شد العضلات ويزيل المغص ويطرد الغازات من المعدة.

## وصفات
- لعلاج الصداع يؤخذ 20 قطرة من الزيت وتخلط مع زيت زيتون (قدر نصف فنجان صغير) وتفرك بالمخلوط الجبهة فيزول الصداع حالاً.
- لحالة الأرق يؤخذ ملعقة من أزهار النبات الجاف وتضاف إلى ملء كوب ماء مغلي ويترك لمدة 15دقيقة ثم يصفى ويشرب عند النوم.